# Папа Гргур VIII
Папа Гргур VIII (лат. Gregorius VIII, почетак XII века, Беневенто — 17. децембар 1187, Пиза), рођен као Алберто ди Мора (итал. Alberto di Morra), био је 173. римски папа у периоду од 21. октобра до 17. децембра 1187. године. Његов понтификат је трајао само месец и 27 дана, али је значајан за папство.
Припадао је племићкој породици из Беневента. Био је добро образован и као млад се замонашио. Могуће је и да је био Цистерцит, а можда и да је био Бенедиктанац у Монте Касину. Године 1155. постао је кардинал-ђакон, 1158. кардинал-свештеник, а 1172. канцелар Папске државе и тако је постао папин заменик. Одлазио је у Енглеску да истражи убиство Томаса Бекета. Он је такође у папино име одобрио краљевску круну Алфонсу II од Португалије. Био је омиљен у цркви и заслужан је за помирење папства са царем Светог римског царства, Фридрихом Барбаросом.
1187. хришћанска власт у Палестини је била изузетно уздрмана и скоро потпуно уништена, јер су муслимани победивши крсташе у бици код Хатина 4. јула, а 3. октобра ушли у Јерусалим. Вест о паду Светог Града погодио је Европу као гром, а папа Урбан III је умро од туге 20. октобра. Сутрадан су кардинали за папу изабрали Алберта.
Он је после доласка на папску столицу почео проповедати крсташки рат за ослобађање Светог гроба, али само му се одазвао Фридрих Барбароса. Он, који је век провео спорећи се са Римом и носио жиг некадашње црквене клетве, хтео је, пред крај живота, да једним великим делом, идеалом тадашњег витештва, да  доказа о својој дубокој хришћанској оданости. За то време Гргур је и булу за крсташки рат у којој је затражио од верника да посте и да се моле, као и склапање мира између двеју ривалских поморских република Пизе и Ђенове, као неопходан услов за превоз трупа и хране.
Његов даљи рад пресекла је смрт 17. децембра 1187. године у Пизи. Сахрањен је у катедрали у истом граду, а наследио га је папа Климент III.